# Hans Müller-Kray
Hans Müller-Kray (* 13. Oktober 1908 in Kray bei Essen; † 30. Mai 1969 in Stuttgart) war ein deutscher Dirigent, Professor und Generalmusikdirektor.
Er wuchs als jüngstes von 14 Kindern von Karl Müller auf, der von 1882 bis zu seinem Tode im Juli 1937 nebenamtlich das Knappenmusikkorps der Zeche Bonifacius in Essen-Kray leitete. Müller-Kray lernte noch während seiner Schulzeit das Klavier- und Cellospiel. Nach dem Abschluss der Volksschule und des Gymnasiums studierte er an der Folkwangschule Komposition und Theorie. Er absolvierte die Abschlussprüfung als staatlich geprüfter Musiklehrer und übernahm die Leitung der Volkschöre in Essen-Werden und Essen-Steele.
Weitere Stationen seiner Karriere waren 1932 das Engagement am Stadttheater Essen als Korrepetitor, 1933/34 als Pianist des Balletts „Der Grüne Tisch“, dessen Schöpfer Kurt Jooss er im In- und Ausland begleitete. 1934 bis 1941 war er Erster Kapellmeister am Theater in Münster, ab 15. Mai 1942 Chefkapellmeister am Reichssender Frankfurt am Main, von 1945 bis 1948 Erster Kapellmeister am Staatstheater Wiesbaden.
Im Jahr 1948 wurde er von der amerikanischen Militärregierung zum Leiter der Hauptabteilung Musik und in Personalunion zum Chefdirigenten des Radio-Sinfonieorchesters Stuttgart beim Süddeutschen Rundfunk ernannt. In dieser Doppelfunktion war er bis zu seinem Tode tätig. Unter seiner Leitung wurde nun das sinfonische Repertoire in seiner ganzen Breite gepflegt. Hans Müller-Kray widmete sich vor allem Werken der neueren Musik, die während der Zeit der nationalsozialistischen Kulturpolitik in Deutschland nicht zu hören waren. Außerdem beschäftigte er sich mit der Oper und so entstanden über 30 Gesamteinspielungen.
Hans Müller-Kray wurde 1961 durch das Land Baden-Württemberg der Professorentitel und der Titel des Generalmusikdirektors verliehen. Durch Verfügung des Regierungspräsidenten von Nordwürttemberg vom 22. Juni 1955 änderte er seinen Familiennamen von Müller in Müller-Kray.
Er verstarb an seinem Arbeitsplatz im Stuttgarter Funkhaus an plötzlichem Herzversagen. Sein Grab befindet sich auf dem Friedhof von Steinenbronn.